# アナーク
アナーク・ビント・アーダム (ʿAnāq bint Ādam、أناق بنت آدم) は、いくつかのイスラーム神話によると、アダムとイヴの娘であり、時には彼らの長子でさえある。彼女は邪悪な存在として描かれている。

## 説話
アナークは双子を持たず、一人で産まれた。また彼女はカインの姉妹であり、カインがアベルを殺した後、イエメンで彼と結婚した。アナークは姦淫を犯し、それは地上で初めて行われた悪だった。彼女には2つの頭と20本の指があり、指にはそれぞれ2つの爪が付いていた。

## 文化的意義
イスラム教の伝統におけるアナークの役割は、ユダヤ教とキリスト教の伝統におけるリリスの役割と同等と見なすことができる。